# Nationalpark Sebangau

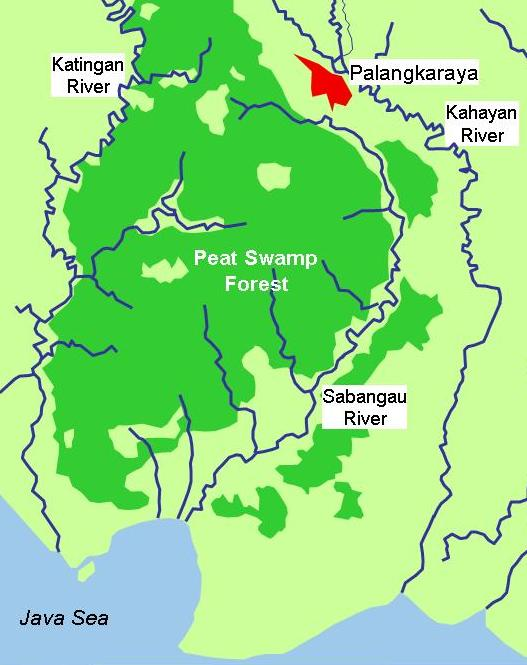
Überblick über den Sebangau-Nationalpark

Der Sebangau-Nationalpark (indonesisch: Taman Nasional Sebangau) ist ein 580.000 ha großer Nationalpark in Indonesien in der Provinz Zentralkalimantan auf Borneo. Er besteht größtenteils aus Torfmoorwäldern und wird von den Flüssen Katingan und dem namensgebenden Sebangau begrenzt.

## Geschichte
Der Sebangau-Nationalpark liegt im Westen des ehemaligen „Mega-Reis-Projekt“-Gebiets. Für dieses Projekt wurde in den 1990er Jahren mehr als eine Million Hektar Torfmoorwälder gerodet und trockengelegt. Die freie Fläche sollte dem Anbau von Reis dienen. Die Torfmoorwälder auf dem Gebiet des heutigen Nationalparks wurden jahrelang von 15 verschiedenen Firmen abgeholzt, ehe sie 2004 zum Sebangau-Nationalpark erklärt wurden.
Der WWF führt auf 150 ha des Nationalparks ein Wiederaufforstungsprojekt durch, das von der Deutschen Post und seit Juni 2011 von der Krombacher Brauerei finanziert wird. Hierbei soll unter anderem getestet werden, welche Bäume für die Wiederaufforstung an welchem Standort am besten geeignet sind. Pro Hektar werden etwa 400 Bäume benötigt. Darüber hinaus wird durch dauerhafte Bindung von Kohlenstoff eine großflächige Reduzierung der ausgestoßenen Treibhausgase angestrebt.
Auf dem Gebiet des Nationalparks Sebangau befinden sich 41 Siedlungen der Dayaks. Sie verdienen ihren Lebensunterhalt hauptsächlich als Fischer oder Farmer.

## Wasser
Der Sebangau-Nationalpark ist etwa 70 km breit und verfügt über einen zwölf Meter dicken „Torfdom“. Über 4000 Drainagekanäle durchziehen den Nationalpark. Sie wurden früher zum Abtransport der gefällten Bäume genutzt. Da in Torfmoorböden der Wasserspiegel normalerweise bis wenige Zentimeter unter die Oberfläche reicht, können solche Kanäle zu einem Austrocknen des ganzen Torfmoores führen, was während der Trockenzeit schwere Brände nach sich ziehen kann. Im Sebangau-Nationalpark werden die Kanäle Stück um Stück mit Dämmen unterbrochen, um den Wasserabfluss zu reduzieren. Etwa alle 100 Meter wird zu diesem Zweck ein Damm errichtet. Diese Maßnahme führt zu einem erneuten Ergrünen der Landschaft; etwa 2015 wird damit gerechnet, dass der ursprüngliche Grundwasserspiegel wieder erreicht ist.

## Flora
Unter den 166 festgestellten Pflanzenarten sind Seltenheiten wie Ramin, die Kannenpflanze Nepenthes ampullaria, die Schwarze Orchidee und etliche Medizinpflanzen zu finden.

## Fauna
Im Nationalpark kommen unter anderem Nasenaffen, Malaienbären, Nebelparder und Orang-Utans vor. Durch Schutzmaßnahmen stieg die Anzahl der Letzteren wieder auf 9000 Tiere. 1995 waren es noch 13.000, 2005 nur noch 6900. Ferner wurden 35 Fischarten, 106 Vogelarten und 35 Säugetierarten festgestellt.